# Foundations of Funk – A Brand New Bag: 1964–1969
Foundations of Funk – A Brand New Bag: 1964-1969 é uma coletânea de sucessos de James Brown lançada pela Polydor Records em 1996. Cobre o período de 1964 até 1969.

## Lista de faixas
Disco 1
1. "Out of Sight" - 2:22
2. "Papa's Got a Brand New Bag, Pts. 1 & 2" - 4:16
3. "I Got You (I Feel Good)" - 2:45
4. "Money Won't Change You, Pts. 1 & 2" - 4:15
5. "Introduction/Out of Sight/Bring It Up" (Live) - 5:54
  - Versão ao vivo inédita. Posteriormente lançada em 2009 em Live at the Garden (Expanded Edition).
6. "Let Yourself Go" - 3:57
7. "There Was a Time" - 4:25
8. "Cold Sweat, Pts. 1 & 2" - 7:23
9. "Get It Together, Pts. 1 & 2" - 8:57
10. "Goodbye My Love, Pts. 1 & 2" - 5:36
11. "I Can't Stand Myself (When You Touch Me), Pts. 1 & 2" - 7:19
12. "I Got The Feelin'" - 3:05
  - Versão estendida inédita
13. "The Popcorn" - 4:30
  - Versão completa inédita
14. "Cold Sweat" (false start and studio dialogue) - 0:23
  - Versão inédita com partida falsa
15. "Cold Sweat" (Alternate Take) - 6:50
  - Take alternativo inédito

Disco 2
1. "Licking Stick—Licking Stick" (Live) - 4:15
  - Versão ao vivo inédita. Posteriormente lançada em 1998 em Say It Live and Loud: Live in Dallas 08.26.68.
2. "Say It Loud—I'm Black And I'm Proud, Pts. 1 & 2" - 4:50
3. "Give It Up Or Turnit a Loose" - 4:30
4. "You Got To Have a Mother for Me" - 5:39
  - Versão original inédita
5. "I Don't Want Nobody To Give Me Nothing (Open Up The Door I'll Get It Myself)" - 9:43
  - Versão completa inédita
6. "Let a Man Come In and Do The Popcorn, Pts. 1 & 2" - 7:47
7. "It's a New Day, Pts. 1 & 2" - 6:25
8. "Ain't It Funky Now" - 9:28
9. "Brother Rapp" - 7:00
  - Versão original inédita
10. "Funky Drummer, Pts. 1 & 2" - 5:34
11. "She's The One" - 2:59
12. "Mother Popcorn" (Live) - 9:02
  - Versão completa inédita sem overdubs